# Ardian Ismajli
Ardian Ilmi Ismajli (ur. 30 września 1996 w Majacu) – albański i kosowski piłkarz, były członek kosowskich młodzieżowych reprezentacji U-15, U-16, U-17, U-18, U-19, U-21 i albańskiej U-21. W 2018 roku należał do reprezentacji Kosowa, w tym samym roku przeszedł do reprezentacji Albanii.
26 października 2018 roku na mocy dekretu prezydenta Albanii Ilira Mety, Ismajli otrzymał obywatelstwo albańskie.